# Пласитас (Њу Мексико)
Пласитас (енгл. Placitas) насељено је место без административног статуса у америчкој савезној држави Њу Мексико.

## Демографија
По попису из 2010. године број становника је 576.
| Група             | 2000.    | 2010.       |
| Белци             | 0 (0,0%) | 31 (5,4%)   |
| Афроамериканци    | 0 (0,0%) | 5 (0,9%)    |
| Азијати           | 0 (0,0%) | 4 (0,7%)    |
| Хиспаноамериканци | 0 (0,0%) | 537 (93,2%) |
| Укупно            | 0        | 576         |